# Cosmoscarta gracilis
Cosmoscarta gracilis är en insektsart som beskrevs av Schmidt 1910. Cosmoscarta gracilis ingår i släktet Cosmoscarta och familjen spottstritar. Inga underarter finns listade i Catalogue of Life.